# 苏拉冢雉
蘇拉塚雉（學名：Megapodius bernsteinii）是一種分布于印度尼西亚苏拉威西岛和马鲁古群岛之间的邦盖岛和苏拉群岛的，栖息于亚热带或热带干旱森林、亚热带或热带湿润低地森林、亚热带或热带红树林以及亚热带或热带湿润灌丛的塚雉。它受到栖息地破坏的威胁。

## 描述
蘇拉塚雉是一種大型地栖鳥類，其身長可達至30、35 cm（12、14英寸）。蘇拉塚雉兩性外觀相似，全身都呈红棕色，都有一个短而尖的冠和較長的红或橙红色的後肢。 
這種鳥已知只在印度尼西亚的苏拉威西岛和摩鹿加群岛之间的邦盖岛和苏拉群島有所分佈。栖息地包括低地森林以及森林和农田附近的茂密灌木丛，海拔高达 450 米（1,500 英尺）。

## 保育狀況
蘇拉塚雉的生存面臨著許多威脅，其種群數量正在下降。其栖息地受到伐木的威胁——這些原始森林正在被轉變為農田，成鳥被人猎杀，而鸟蛋被人收集以食用，成鳥和幼鳥還會被野猫和野狗捕食，这种鸟的总分佈面积只有约 4,500 平方公里。IUCN將其評定為“易危物種”。